# ショック!!
『ショック!!』は、1969年2月20日から同年7月31日、および1970年10月5日から1971年3月31日まで日本テレビ系列局で放送されていた日本テレビ製作のドキュメンタリー番組である。

## 概要
ショッキングな映像を主体にしていた番組で、毎回さまざまな分野のプロまたはセミプロが人間の限界に挑む模様を放送。一般からの参加者たちが会場で驚異的な芸を披露していた前番組『紅白なんでも合戦』とは違い、本番組はロケVTRで構成されていた。
第1期は津村順天堂（現・ツムラおよびバスクリン）の一社提供だったが、第2期は複数社提供で放送されていた。

## 放送時間
いずれも日本標準時。

### 第1期
- 木曜 19:30 - 20:00 （1969年2月20日 - 1969年7月31日）

### 第2期
- 月曜 22:25 - 22:55 （1970年10月5日 - 1970年12月28日）
- 水曜 22:00 - 22:30 （1971年1月6日 - 1971年3月31日）

## 司会
- 川口浩 - 第1期・第2期ともに出演。
- パトレシア松原